# Зюттерлин, Яша
Яша Зюттерлин (нем. Jasha Sütterlin; род. 4 ноября 1992, Фрайбург-им-Брайсгау, земля Баден-Вюртемберг, Германия) — немецкий профессиональный шоссейный велогонщик, выступающий за команду Мирового тура «Bahrain Victorious».

## Достижения
2009
3-й Регио-Тур
2010
1-й  Чемпион Германии среди юниоров в индивидуальной гонке
2-й  Чемпионат мира — Индивидуальная гонка (юниоры)
2011
1-й  Тур Берлина
4-й Мемориал Давиде Фарделли (с Антоном Воробьёвым)
2012
1-й  Чемпионат Германии — Индивидуальная гонка U23
7-й Тур Тюрингии U23
2013
1-й  Чемпион Германии — Индивидуальная гонка U23
3-й Тур Бретани
3-й  Чемпионат Европы — Индивидуальная гонка U23
1-й Пролог & Этап 5 Джиро делла Валле-д’Аоста
2014
Чемпионат Германии
7-й  Индивидуальная гонка
8-й  Групповая гонка
2015
10-й Тур Баварии
3-й  Чемпионат мира —  Командная гонка
8-й Чемпионат Германии — Индивидуальная гонка
2016
2-й  Чемпионат Германии — Индивидуальная гонка
2017
1-й Этап 3 Вуэльта Мадрида
2-й  Чемпионат Германии — Индивидуальная гонка
10-й Пипл’с Чойс Классик
2018
2-й  Чемпионат Германии — Индивидуальная гонка
6-й Тур Британии — Генеральная классификация
2019
9-й E3 БинкБанк Классик

## Статистика выступлений

### Гранд-туры
| Гонка   | 2016 | 2017 | 2018 | 2019 |
| ------- | ---- | ---- | ---- | ---- |
| Джиро   | 113  | —    | —    |      |
| Тур     | —    | 108  | —    |      |
| Вуэльта | —    | —    | —    |      |